# ワスカル・イノア
- ワスカー・イノーア
- ウアスカル・イノーア

ワスカル・ホセ・イノア・ベントゥラ（Huáscar José Ynoa Ventura, 1998年5月28日 - ）は、ドミニカ共和国プエルト・プラタ出身のプロ野球選手（投手）。右投右打。リーガ・メヒカーナ・デ・ベイスボル (メキシカンリーグ)のユカタン・ライオンズ所属。
7歳年上の兄であるマイケル・イノアもMLBの投手。

## 経歴

### プロ入りとツインズ傘下時代
2014年7月にアマチュア・フリーエージェントでミネソタ・ツインズと契約金80万ドルでマイナー契約を結んでプロ入り。
2015年6月4日に傘下のルーキー級ドミニカン・サマーリーグ・ツインズで先発登板してプロデビュー。この年は14試合の先発登板で56.2イニングを投げて防御率2.70を記録した。
2016年はルーキー級ガルフ・コーストリーグ・ツインズでプレーし、11試合の先発登板で51.0イニングを投げて防御率3.18を記録した。
2017年はアパラチアンリーグのルーキー級エリザベストン・ツインズに昇格した。

### ブレーブス時代
2017年7月24日にハイメ・ガルシア、アンソニー・レッカーとのトレードで、アトランタ・ブレーブスへ移籍した。移籍後は傘下のアパラチアンリーグのルーキー級ダンビル・ブレーブスに所属した。このシーズンはエリザベストンとダンビルでプレーし、2チーム合計では13試合の先発登板で51.1イニングを投げて防御率5.26を記録した。
2018年はA級ローム・ブレーブスに昇格して開幕を迎えた。7月24日にA+級フロリダ・ファイヤーフロッグスに昇格した。このシーズンは2チーム合計では24試合の先発登板で116.1イニングを投げて防御率4.56を記録した。オフの11月20日にルール・ファイブ・ドラフトでの流出を防ぐために40人枠入りした。
2019年はA+級フロリダで開幕を迎えた。4月19日にAA級ミシシッピ・ブレーブス、5月13日にAAA級グウィネット・ストライパーズに昇格した。6月15日にメジャー昇格し、翌16日に行われたフィラデルフィア・フィリーズ戦で救援登板してメジャーデビュー。この試合では2回を投げて無失点だった。この年メジャーでは2試合に登板した。
2020年は9試合（先発5試合）に登板して防御率5.82、17奪三振を記録した。
2021年は2試合目の登板から先発ローテーション入りした。打撃では4月28日のシカゴ・カブス戦でMLB初本塁打を記録した。5月4日のワシントン・ナショナルズ戦ではキャリア初の満塁本塁打を記録した。5月16日のミルウォーキー・ブルワーズ戦にて4.1回で5失点を喫した腹立たしさから降板後、利き手である右手でダグアウトのベンチを殴って骨折し、故障者リスト入りした。

### 第2次ツインズ傘下時代
2024年12月10日にミネソタ・ツインズとのマイナー契約を結んで翌2025年のスプリングトレーニングには招待選手として参加したが、4月19日に自由契約となった。

### メキシカンリーグ時代
2025年5月12日にリーガ・メヒカーナ・デ・ベイスボル (メキシカンリーグ)のユカタン・ライオンズと契約を結んだ。

## 選手としての特徴
最速100mph（約160.9km/h）の速球を武器とする。

## 詳細情報

### 年度別投手成績
| 年 度    | 球 団    | 登 板 | 先 発 | 完 投 | 完 封 | 無 四 球 | 勝 利 | 敗 戦 | セ 丨 ブ | ホ 丨 ル ド | 勝 率 | 打 者 | 投 球 回 | 被 安 打 | 被 本 塁 打 | 与 四 球 | 敬 遠 | 与 死 球 | 奪 三 振 | 暴 投 | ボ 丨 ク | 失 点 | 自 責 点 | 防 御 率 | W H I P |
| -------- | -------- | ----- | ----- | ----- | ----- | -------- | ----- | ----- | -------- | ----------- | ----- | ----- | -------- | -------- | ----------- | -------- | ----- | -------- | -------- | ----- | -------- | ----- | -------- | -------- | ------- |
| 2019     | ATL      | 2     | 0     | 0     | 0     | 0        | 0     | 0     | 0        | 0           | ----  | 16    | 3.0      | 6        | 1           | 1        | 0     | 0        | 3        | 0     | 0        | 6     | 6        | 18.00    | 2.33    |
| 2020     | ATL      | 9     | 5     | 0     | 0     | 0        | 0     | 0     | 0        | 0           | ----  | 100   | 21.2     | 23       | 2           | 13       | 1     | 2        | 17       | 2     | 1        | 14    | 14       | 5.82     | 1.66    |
| 2021     | ATL      | 18    | 17    | 0     | 0     | 0        | 4     | 6     | 0        | 0           | .400  | 372   | 91.0     | 76       | 14          | 25       | 1     | 4        | 100      | 4     | 0        | 42    | 41       | 4.05     | 1.11    |
| 2022     | ATL      | 2     | 2     | 0     | 0     | 0        | 0     | 2     | 0        | 0           | .000  | 37    | 6.2      | 11       | 2           | 6        | 0     | 0        | 8        | 1     | 0        | 10    | 10       | 13.50    | 2.55    |
| MLB：4年 | MLB：4年 | 31    | 24    | 0     | 0     | 0        | 4     | 8     | 0        | 0           | .333  | 525   | 122.1    | 116      | 19          | 45       | 2     | 6        | 128      | 7     | 1        | 72    | 71       | 5.22     | 1.32    |

- 2024年度シーズン終了時

### MLBポストシーズン投手成績
| 年 度     | 球 団     | シ リ ｜ ズ | 登 板 | 先 発 | 勝 利 | 敗 戦 | セ ｜ ブ | 打 者 | 投 球 回 | 被 安 打 | 被 本 塁 打 | 与 四 球 | 敬 遠 | 与 死 球 | 奪 三 振 | 暴 投 | ボ ｜ ク | 失 点 | 自 責 点 | 防 御 率 |
| --------- | --------- | ----------- | ----- | ----- | ----- | ----- | -------- | ----- | -------- | -------- | ----------- | -------- | ----- | -------- | -------- | ----- | -------- | ----- | -------- | -------- |
| 2020      | ATL       | NLCS        | 1     | 0     | 0     | 0     | 0        | 18    | 4.0      | 1        | 0           | 4        | 0     | 1        | 4        | 0     | 0        | 0     | 0        | 0.00     |
| 2021      | ATL       | NLDS        | 1     | 0     | 0     | 0     | 0        | 6     | 1.0      | 2        | 1           | 1        | 0     | 0        | 2        | 0     | 0        | 2     | 2        | 18.00    |
| 出場：2回 | 出場：2回 | 出場：2回   | 2     | 0     | 0     | 0     | 0        | 24    | 5.0      | 3        | 1           | 5        | 0     | 1        | 6        | 0     | 0        | 2     | 2        | 3.60     |

- 2024年度シーズン終了時

### 年度別守備成績
| 年 度 | 球 団 | 投手（P） | 投手（P） | 投手（P） | 投手（P） | 投手（P） | 投手（P） |
| 年 度 | 球 団 | 試 合     | 刺 殺     | 補 殺     | 失 策     | 併 殺     | 守 備 率  |
| ----- | ----- | --------- | --------- | --------- | --------- | --------- | --------- |
| 2019  | ATL   | 2         | 1         | 1         | 0         | 0         | 1.000     |
| 2020  | ATL   | 9         | 4         | 4         | 0         | 0         | 1.000     |
| 2021  | ATL   | 18        | 5         | 11        | 0         | 1         | 1.000     |
| 2022  | ATL   | 2         | 1         | 2         | 0         | 0         | 1.000     |
| MLB   | MLB   | 31        | 11        | 18        | 0         | 1         | 1.000     |

- 2024年度シーズン終了時

### 背番号
- 73（2019年 - 2020年）
- 66（2020年）
- 19（2021年 - 2022年）